# ブドゥルワーガラ

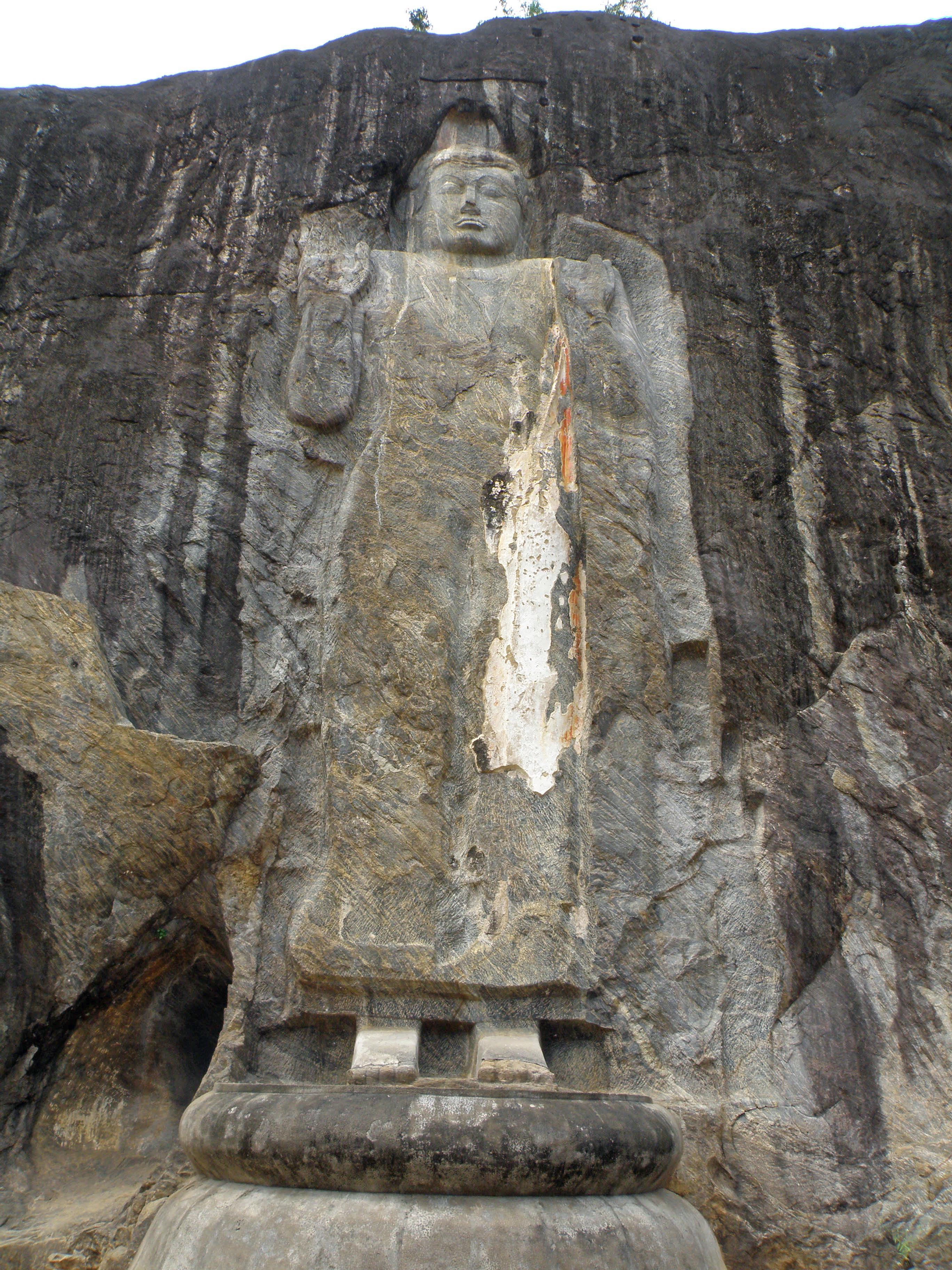
高さ15mの磨崖仏

ブドゥルワーガラ（英語: Buduruvagala）はスリランカの中部州にある遺跡。
「ブドゥルワーガラ」とはBuduが仏陀、Ruvaが像、Galaが石を意味する単語であり、石仏という意味である。巨大な岩に掘られた高さ15mの磨崖仏とその両脇に掘られた12mの磨崖仏の3体が有名である。像は9から10世紀ごろの作品とされ、頭部からは黒い油が染み出ており、万病に効くとされる。

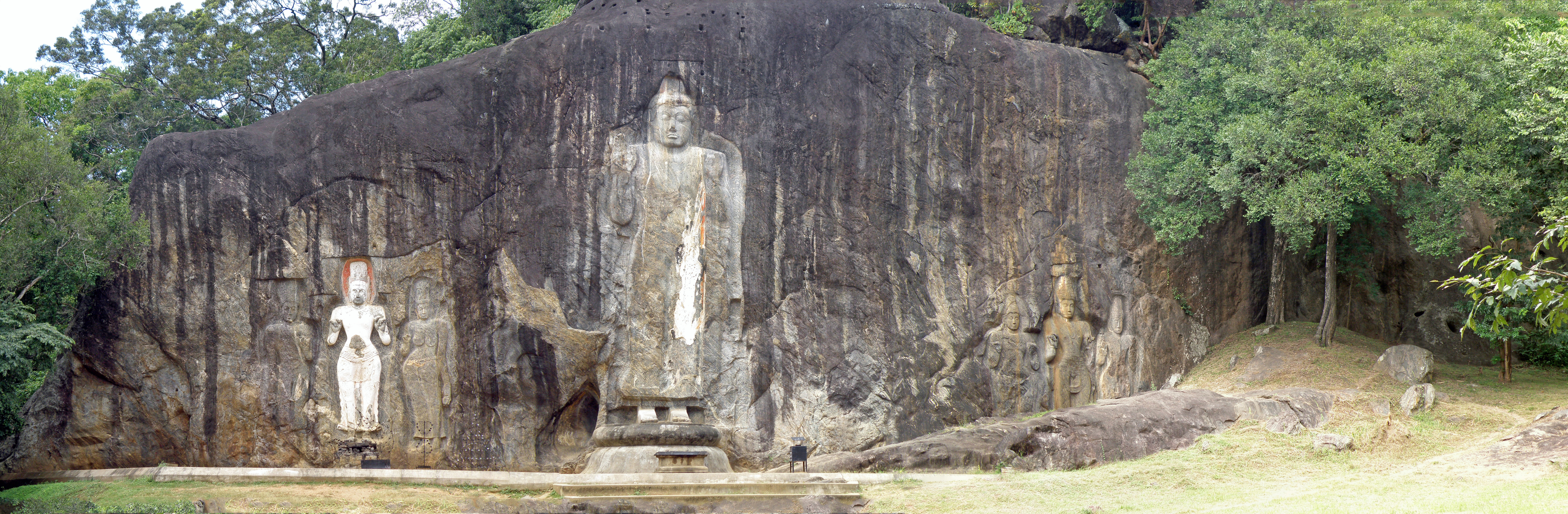
全景